# Caloncoba
Caloncoba é um género botânico pertencente à família Achariaceae.

## Espécies
- Caloncoba angolensis
- Caloncoba aristata
- Caloncoba brevipes
- Caloncoba cauliflora